# Янович, Даниил Тимофеевич
Дании́л Тимофе́евич Яно́вич (1879—1940) — русский учёный-этнограф, музейный деятель.

## Биография
Родился 27 июля 1879 года[по какому календарю?] в г. Боровичи Новгородской губернии в семье городского судьи; мать — Анна Павловна, дочь инженера.
Среднее образование получал в трёх гимназиях; Введенской в Петербурге, Тверской и Владимирской. Затем учился в Санкт-Петербургском университете и, вероятно, в это время начал свою собирательскую деятельность.
В 1901 году в качестве корреспондента этнографического отдела Русского музея был направлен для экспедиционно-собирательской работы в Карелию. Собранные им в Повенецком уезде Олонецкой губернии коллекции, послужили основой для фондов этнографического отдела Русского музея по этнографии карел. Летом 1902 года по заданию  этнографического отдела вместе с Н. М. Могилянским был в Тульской губернии, откуда привёз большую этнографическую коллекцию. В 1903 году по заданию этнографического отдела он совершил самостоятельную экспедицию по Владимирской губернии. В июле–августе 1904 года Русский музей и антропологическое общество планировали отправить в командировку к карелам Олонецкой губернии и в Восточную Финляндию, однако из-за напряжённых занятий в университете и в Петербургском археологическом институте Янович сильно заболел и был вынужден уехать летом к знакомым в Старицкий уезд Тверской губернии. Тем не менее, и там он собрал коллекцию из свыше 180 предметов в Старицком, Ржевском, Новаторском уездах губернии.
В 1906 году он был вынужден прервать занятия в Санкт-Петербургском университете и поступил на службу по страховому делу в Тверское губернское земство, где продолжал заниматься собирательской деятельностью: «им было обследовано более 140 населенных пунктов (городов, сел, деревень, погостов) с русским и карельским населением Тверской губернии. Коллекции Яновича представляют собой не случайные, единичные, разрозненные поступления, а целые тематические комплексы. Специфика района обусловила и направление сбора, это в основном, женские головные уборы-сороки во всех возможных локальных и половозрастных вариантах, образцы пестряди, набойки, кружева, набойные и пряничные доски, муляжи пряников, культовые предметы, женские украшения, деревенская утварь, глиняная посуда, светцы и подсвечники, детские игрушки и т.д. Это экспонаты, характеризующие специфические черты народного творчества и быта русских и карел Тверской губернии.В коллекционных описях содержится интересная информация об изготовлении и бытования предметов».
В 1908 году он в Москву, где поступил на отделение географии, антропологии и этнографии физико-математического факультета Московского университета. В 1909 году в составе комплексной экспедиции Академии наук путешествовал по нижней Оби и Северному Уралу. В экспедиции были собраны материалы по этнографии и антропологии ненцев и обских угров («остяков и самоедов»), проведены археологические раскопки на острове Мёртвых в устье Оби. За работу в экспедиции Д. Т. Янович удостоился премии Великого князя Сергея Александровича. Был приглашён для описания собрания художественно-промышленного музея имени Александра II при Строгановском училище и в 1913 году был назначен на должность помощника хранителя музея. После Октябрьской революции был назначен заведующим фондами и главным хранителем, а затем заведующим музеем — до 1924 года. В 1920 году 32 дня находился под арестом «за связь с военно-пленными». Был профессором МГУ. Принимал активное участие в работе музейного отдела Комиссии по охране памятников искусства и старины.
Также он был председателем экспертной комиссии при отделе художественных ценностей НК Внешторга, в Главнауке — НКПроса, в КОЛОНите, заведующим отделом народного быта и всей этнографической части Первой сельскохозяйственной и кустарной выставки, заведовал центральным этнографическим бюро, полярным подотделом в отделе национальных меньшинств Наркомнаца, был учёным секретарём комитета содействия народностям северных окраин при Президиуме ЦИК, участвовал в работе Ассоциации Востоковедения, общества изучения Урала, Сибири и Дальневосточного края, антропологического отделения Тимирязевского научно-исследовательского института.
В 1926—1928 гг. привез в Усть-Сысольск первые художественные коллекции русского и зарубежного искусства XVIII — начала XX вв., на основе которых первоначально был создан Республиканских художественный музей.
В 1930 году был арестован «за распространение злостной клеветы на руководство ВКП(б)» и в 1931 году приговорён к трём годам ссылки за принадлежность к контрреволюционной монархической организации. Ссылку отбывал в Восточной Сибири — в Красноярске, Иркутске и Новосибирске. В Красноярске он работал во Всесоюзном институте изучения кедра. В 1935 году в Новосибирске снова арестован — по обвинению в шпионаже и диверсионных намерениях. Через три месяца его отпустили из тюрьмы.
Вернувшись в Москву, он стал работать в Бюро транскрипции ГуГСК (Географическое управление Государственной службы картографии), затем — в Учпедгизе.
В 1937 году последовал очередной арест — «за контрреволюционную деятельность»; был осужден на восемь лет и отправлен отбывать срок в Карагандинский ИТЛ — с 6 августа 1938 года находился в отделении Сарепта.
Умер «от кровоизлияния в мозг и в связи с этим прекращения деятельности сердца» 18 января 1940 года. Был захоронен на кладбище лаготделения Сарепт.
Был женат дважды; первый раз, по-видимому, в 1905 году. Его дети: сыновья Юрий, Лев, Ярослав и дочь (Надежда или Неждана?).